# Victor Denain
Victor Denain, francoski general in vojaški pilot, * 6. november 1880, † 31. december 1952.